# تشستر شيتا

تشستر الفهد.

تشستر شيتا (بالإنجليزية:Chester Cheetah) أو تشيستر الفهد هو شخصية خيالية ظهر لأول مرة عام 1986 ويعتبر الشعار الرسمي لشركة تشيتوس.